# Tanjung Melayu
Tanjung Melayu is een bestuurslaag in het regentschap Indragiri Hilir van de provincie Riau, Indonesië. Tanjung Melayu telt 949 inwoners (volkstelling 2010).